# Poytugʻ
Poytugʻ (uzb. cyr.: Пойтуғ; ros.: Пайтуг, Pajtug) – miasto we wschodnim Uzbekistanie, w wilajecie andiżańskim, siedziba administracyjna tumanu Izboskan. W 1989 roku liczyło ok. 19,5 tys. mieszkańców. Ośrodek przemysłu włókienniczego.
Miejscowość otrzymała prawa miejskie w 1980 roku.